# Haus Obrenović

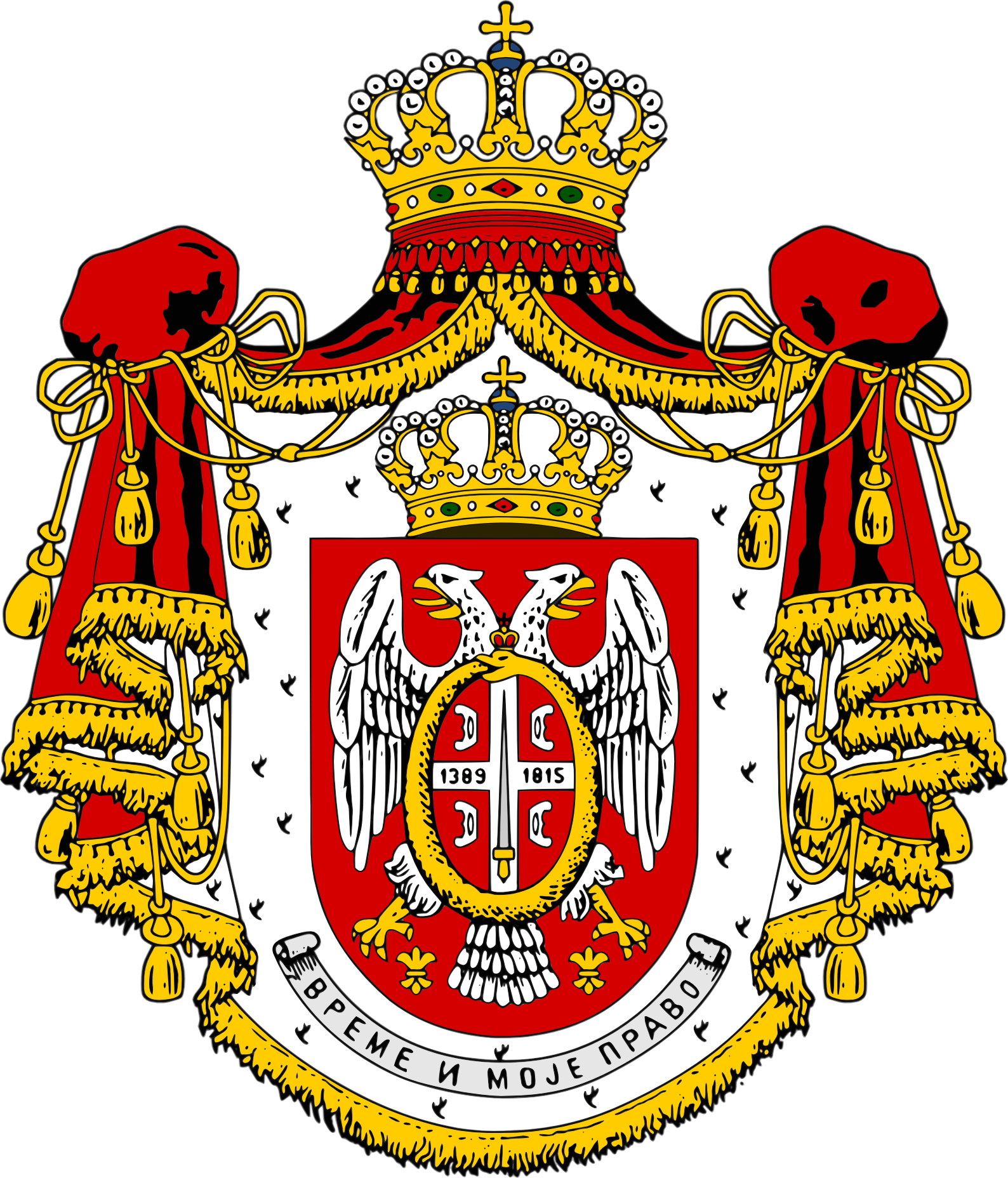
Großes Wappen des Hauses Obrenović

Das Haus Obrenović (serbisch Обреновићи Obrenovići) regierte Serbien von 1815 bis 1842 und 1858 bis 1903.
Es wurde durch Miloš Obrenović nach Beendigung des Zweiten Serbischen Aufstandes begründet, nachdem Russland sich für die serbische Sache starkgemacht hatte und das Osmanische Reich dadurch zu einer Verhandlungslösung gezwungen war. Obrenović wurde zum serbischen Fürsten unter türkischer Hoheit ernannt und somit Begründer des Fürstentums Serbien.
Die Regierung des Hauses endete, als der letzte ihm entstammende serbische König Aleksandar Obrenović mit seiner Gattin Draga Lunjevica durch die Geheimorganisation Schwarze Hand ermordet wurde.
Die Nachfolge übernahm das Haus Karađorđević.

## Regenten
- Miloš Obrenović, 1815–1839 und 1858–1860
- Milan Obrenović II., 1839
- Mihailo Obrenović III., 1839–1842 und 1860–1868
- Milan Obrenović IV., 1868, 1872–1882 Fürst, 1882–1889 als König Milan I.
- Aleksandar Obrenović, 1889–1903 als König Aleksandar I.